# Jaroslavlj
Jaroslavlj (ruski: Ярославль) je grad u Ruskoj Federaciji i upravno središte Jaroslavljske oblasti. Smješten je 250 km sjeveroistočno od Moskve na ušću rijeke Kotoroslj u Volgu. Stari dio grada je 2005. godine upisan na UNESCO-ov popis mjesta svjetske baštine u Europi zbog svog radijalnog neoklasicističkog urbanističkog plana i iznimne arhitekture iz 16. stoljeća.

## Povijest
Za grad Jaroslavlj vjeruje se da je osnovan 1010. godine kao mala drvena utvrda Kneževine Velikog Rostova na sjecištu glavnih kopnenih i vodenih putova. Prvi put je spomenut 1071. god. 
Glavni je grad nezavisne kneževine od 1218., a uklopljen je u Moskovsku kneževinu od 1463. godine. Nakon nekoliko požara, grad je u 16. stoljeću obnovljen u kamenu. U 17. stoljeću bio je drugi najveći ruski grad te za vrijeme poljske okupacije Moskve 1612. zapravo i glavni grad te kneževine. Današnji oblik grad je dobio velikom urbanom reformom Katarine II. Velike 1763. godine. Neke od postojećih ulica i građevina su dobile svoj današnji izgled od 1770-ih do 1830-ih.

## Znamenitosti
Jaroslavljsko povijesno središte (Slobodi) ima izvanredan primjer neoklasicističkog urbanističkog radijalnog plana, nastalog za vrijeme vladavine carice Katarine Velike (1763. – 1830.), koji svjedoči o razmjeni kulturnih i arhitektonskih utjecaja Rusije sa zapadnom Europom. Središte grada čini nepravilni polukrug s radijalnim ulicama koje se šire iz središta u kojemu je Crkva sv. Ilije Proroka iz 17. stoljeća. Većina stambenih i javnih zgrada duž širokih ulica i urbanih trgova imaju dva do tri kata, a između njih smješten je veliki broj crkava s lukovičastim kupolama i manastirskih kompleksa koje imaju značajne freske iz 16. i 17. stoljeća.
U manastiru Spaso-Preobraženski ("Spasiteljeva Preobraženja") nalazi se najstarija crkva u gradu, Katedrala sv. Spaistelja (Spaski), izgrađena od 1506. – 16. godine na mjestu starije crkve iz 1216. – 24., izgrađene preko poganskog hrama iz 12. stoljeća. U 16. stoljeću, mansastir je dobio kamene zidine, a 1787. godine manastir je zatvoren i pretvoren u rezidenciju jaroslavljskih i rostovskih mitropolita. Tada su dodane mnoge građevine, a monaške ćelije preuređene.
Ostale crkve su iz 17. stoljeća i pripadaju tzv. Jaroslavljskoj vrsti (izgrađene od crvene opeke, s ukrasima od svijetlog vapnenca). Crkve Sv. Nikole Nadeina i Ilije Proroka imaju jedne od najimpresivnijih fresaka u tzv. "Zlatnom ruskom prstenu".
Na obalama Volge nalaze se brojne značajne neoklasicističke građevine poput Mitropolitske rezidencije (1680.), Crkve sv. Ilije i Tičena, Volgin toranj (1685.), Volški portal, Guvernerska kuća, Kompleks Porođenja (17. st.) i dr. Jaroslavlj se hvali i najstarijim kazalištem u Rusiji - Volkovljevim kazalištem iz 1750. godine. Ispred njega, na Volkovljevom trgu, nalazi se Demidovljev stup i obrambeni Toranj sv. Blaža.
Pored brojnih ruskih pravoslavnih crakva, tu su i jedna ruska starovjernička i jedna luteranska crkva, džamija i sinagoga.
- Strelka s Katedralom Uznesenja
- Katedrala Uznesenja
- Katedrala sv. Spasitelja
- Crkva sv. Ilije Proroka
- Unutrašnjost Crkve sv. Ilije Proroka
- Volkovljev trg s kazalištem 1959.
- Volkovljevo kazalište
- Ulica s Kapelom Aleksandra Nevskog
- Katedralna džamija u Jaroslavlju
- Manastir sv. Ćirila Afanaskijevskog

## Prosvjeta
Brojne su ustanove za visoku naobrazbu:
- Demidovljevo sveučilište
- Politehničko sveučilište
- Ušinskovljevo pedagoško sveučilište
- Medicinska akademija
- Međunarodno sveučilište za biznis i nove tehnologije (MUBINT),

i drugi.
U vojne ustanove spadaju Visoke vojna financijska škola i Visoka protuzrakoplovna škola.

## Gospodarstvo
Danas je Jaroslavlj važno industrijsko središte (petrokemijske tvornice, tvornice za proizvodnju guma, dizel-motora i brojne druge).

## Promet
Grad posjeduje razvijenu mrežu javnog prijevoza, koja uključuje autobuse, trolejbuse i tramvaje.Postoje željeznički most preko rijeke Volge i jedan cestovni most; drugi most preko Volge je u izgradnji. Dvije su glavne putničke željezničke postaje: Jaroslavlj-Glavnij i Jaroslavlj-Moskovskij. Električni vlakovi vode do Danilova, Rostova, Aleksandrova, Nerehte i Kostrome. Dizelski vlakovi vode u Ribinsk i Ivanovo. Također, brojne linije putničkih vlakova vode kroz Jaroslavlj.

## Gradovi pobratimi
Jaroslavlj je pobratim sa sljedećim gradovima:
| - Burgas Bugarska (2016.) - Burlington, Vermont SAD (1988.) - Coimbra Portugal (1984.) - Da Nang Vijetnam - Dubnica nad Váhom Slovačka (2016.) | - Exeter Ujedinjeno Kraljevstvo (1989.) - Hanau Njemačka (1994.) - Jyväskylä Finska (1966.) - Kassel Njemačka (1988.) - Liberia Kostarika (2013.) | - Nanjing NR Kina (2012.) - Palermo Italija (1998.) - Poitiers Francuska (1970.) - San Ramón Kostarika (2013.) |

## Šport
- Šinnik Jaroslavlj, ruski nogometni drugoligaš
- HK Lokomotiv Jaroslavlj, ruski hokejaški prvoligaš

## Vanjske poveznice
- Službena stranica grada (rus.)
- Imenik gradskih organizacija (rus.)